# Biograci
Biograci är en ort i Bosnien och Hercegovina.   Den ligger i entiteten Federationen Bosnien och Hercegovina, i den södra delen av landet, 80 kilometer sydväst om huvudstaden Sarajevo. Biograci ligger 307 meter över havet och antalet invånare är 809.
Terrängen runt Biograci är huvudsakligen kuperad, men åt sydost är den platt. Runt Biograci är det ganska tätbefolkat, med 93 invånare per kvadratkilometer.. Närmaste större samhälle är Mostar, 11,1 kilometer öster om Biograci. 
Omgivningarna runt Biograci är en mosaik av jordbruksmark och naturlig växtlighet.